# (8941) Junsaito
(8941) Junsaito est un astéroïde de la ceinture principale.

## Description
(8941) Junsaito est un astéroïde de la ceinture principale. Il fut découvert le 30 janvier 1997 à Ōizumi par Takao Kobayashi. Il présente une orbite caractérisée par un demi-grand axe de 3,25 UA, une excentricité de 0,04 et une inclinaison de 11,1° par rapport à l'écliptique.

## Compléments